# La Rentrée des félins au cirque
La Rentrée des félins au cirque est une peinture à l'huile sur toile réalisée en 1902 par le peintre français Jean-Léon Gérôme. Elle est présentée au Salon des artistes français sous la référence no 702. La même année, il présente aussi L’Aigle expirant et La Joueuse de boules.
Il existe une étude au crayon noir sur papier vélin de 23,1 × 35,9 cm qui fait aussi partie d’une collection particulière.

## Description
Le tableau mesure 83,2 × 128,8 cm.
Le cadre de l’action est pratiquement le même pour toute la série : une arène composite entre le Circus Maximus et le Colisée.
Les corps déchiquetés et le sang recouvrent le sable de l’arène. Une quinzaine de dresseurs font se regrouper la horde de fauves repus pour qu’ils regagnent les coulisses par un cunicule ouvert sous les gradins. Les corps encore fumant des crucifiés sous leurs auréoles ne sont plus que cendres. Les gradins sont quasiment vides, seuls quelques badauds regardent la scène.
La signature de l’artiste « J.L. GEROME » est située au milieu à droite, sur la partie grise du mur des gradins, juste à côté du pied d’un martyr.
Ce tableau est la conclusion d’un déchaînement de violence et venant conclure l’histoire terrible des persécutions chrétiennes sous Néron.

## Propriétaires
La peinture est achetée aux enchères par Charles Gudtradt par l’intermédiaire de la maison de ventes Parke-Bernet à New York en 1943.
Elle est à nouveau mise aux enchères par Christie's à New York le 22 mai 1985, ensuite par Sotheby's à Londres le 22 novembre 1988, puis par Christie's à Londres le 4 mai 1995 et enfin le 2 juillet 2008, l’œuvre est vendue par Christie's pour faire partie d’une collection particulière.

## Cycle antique
Le thème des jeux du cirque a été traité par Gérôme à de nombreuses reprises mais dans le cas de cette toile, il s’agit d’un travail qui arrive vingt ans après La Dernière Prière des martyrs chrétiens.
L’artiste se serait inspiré du roman historique de 1896 Quo vadis ? de l'écrivain polonais Henryk Sienkiewicz, porté en 1901 au théâtre de la Porte-Saint-Martin. 

« Le sang coulait à flots des corps dépecés. Les chiens s’arrachaient des membres épars. L’odeur du sang et des intestins déchiquetés avait dominé les parfums d’Arabie et emplissait tout le cirque. Enfin, on ne vit plus, çà et là, que quelques malheureux à genoux. »

— Extrait de Quo Vadis.

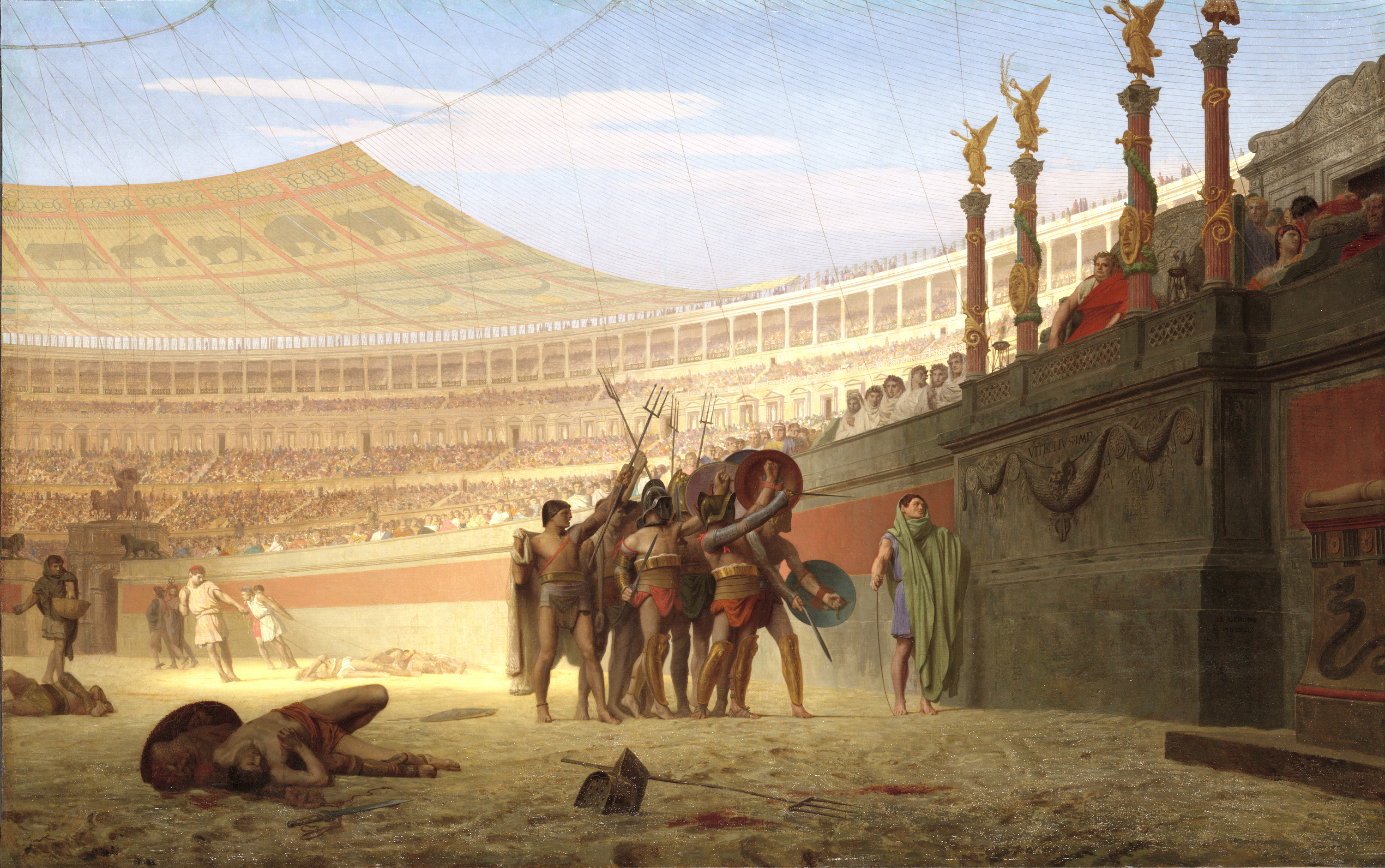
Ave Caesar morituri te salutant en 1859.
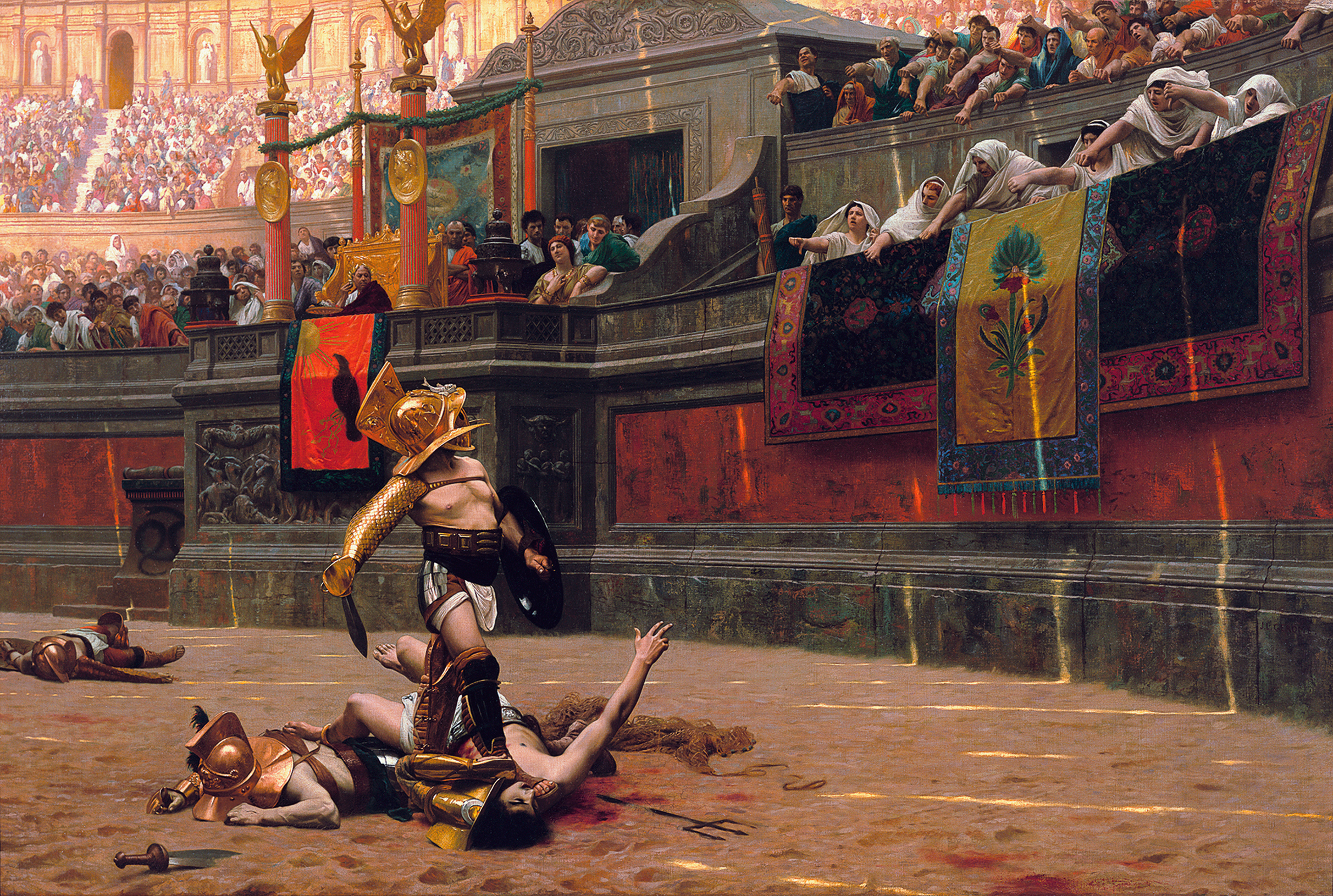
Pollice Verso en 1872.
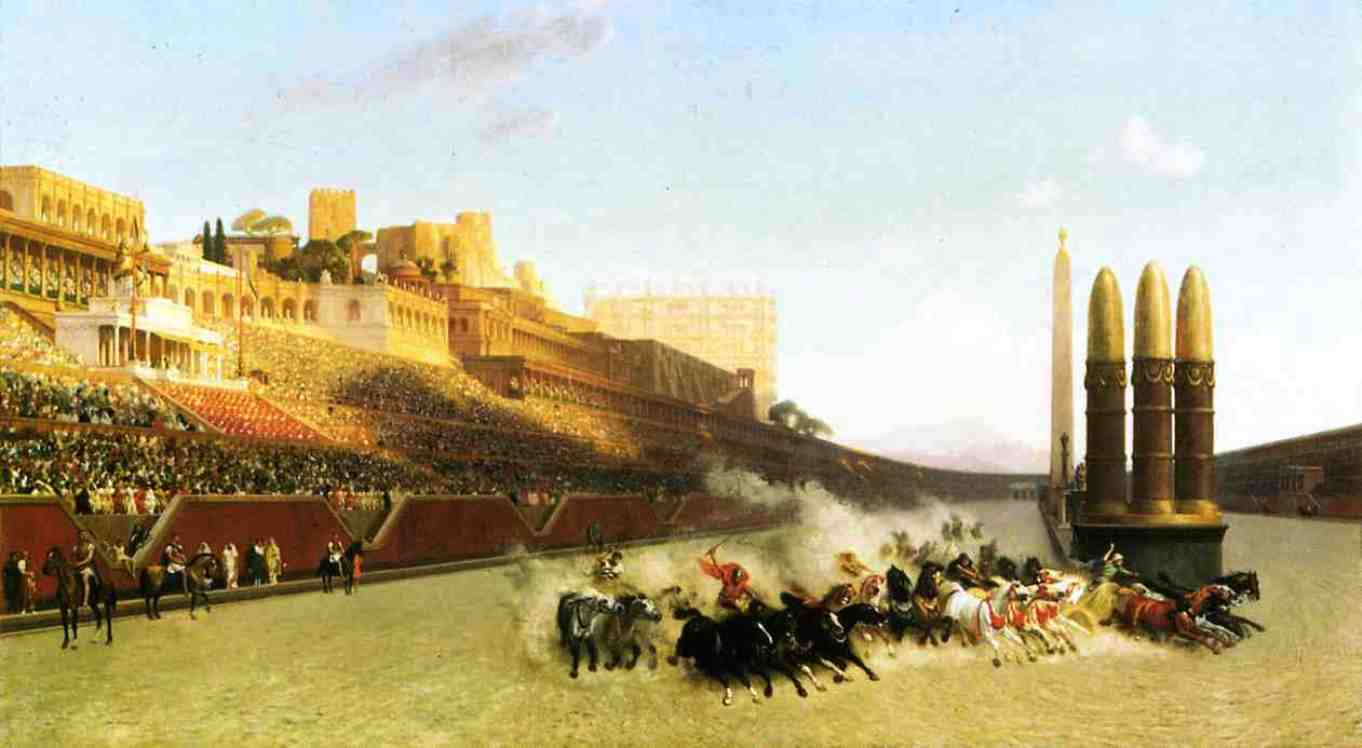
Course de chars en 1876.
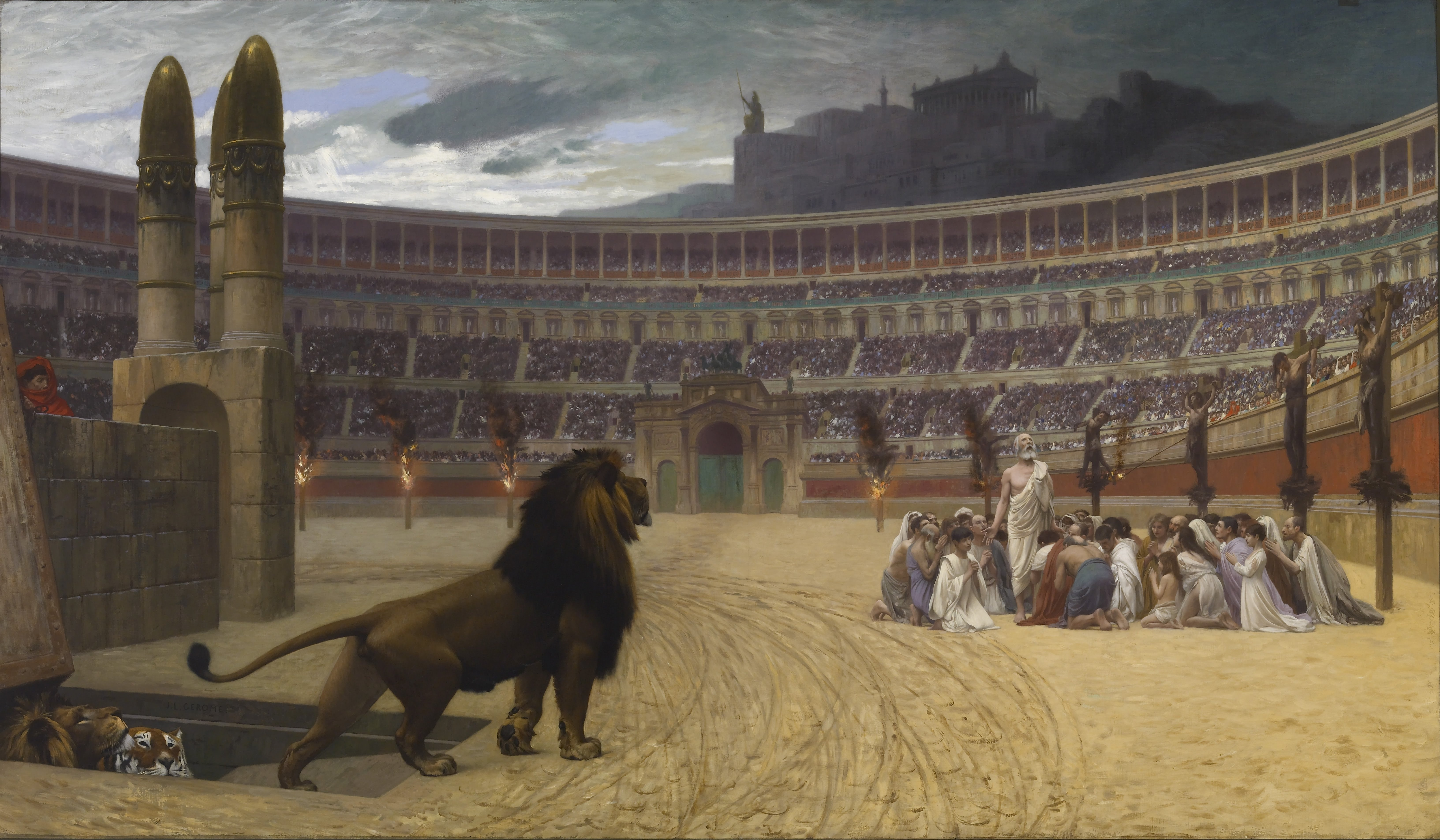
La Dernière Prière des martyrs chrétiens en 1883.

## Source
- Jean Léon Gérôme : L'Histoire en spectacle, Flamarion, 2010, 372 p. (ISBN 978-2081241862), p. 140.